# لويز ويلزي
لويز ويلزي (بالإنجليزية: Louise Welsh)‏ هي مؤلفة وكاتِبة بريطانية، ولدت في 1 فبراير 1965 في لندن في المملكة المتحدة.

## وصلات خارجية
- الموقع الرسمي
- لويز ويلزي على موقع ميوزك برينز (الإنجليزية)